# Emberizoides
Az Emberizoides a madarak osztályának verébalakúak (Passeriformes) rendjébe és a tangarafélék (Thraupidae) családjába tartozó nem.

## Rendszerezésük
A nemet Coenraad Jacob Temminck holland arisztokrata és zoológus írta le 1822-ben, az alábbi 3 faj tartozik ide:
- Emberizoides herbicola
- Emberizoides duidae
- Emberizoides ypiranganus

## Előfordulásuk
Közép-Amerika és Dél-Amerika területén honosak. Természetes élőhelyei a mérsékelt övi, szubtrópusi és trópusi gyepek, szavannák és cserjések, valamint másodlagos erdők. Állandó, nem vonuló fajok.

## Megjelenésük
Testhosszuk 20-22 centiméter körüli.